# Anethum
Anethum és un gènere de plantes amb flors de la família de les apiàcies que només compta amb un parell d'espècies, una d'elles, l'anet (Anethum graveolens), és coneguda i present a bona part del món.

## Descripció
Són plantes herbàcies anuals amb una altura d'entre 50 i 150 cm i una amplada de 30 a 40 cm. Les tiges són erectes, llises i glabres. Les fulles són peciolades, molt dividides, gairebé filiformes al final. Inflorescències en umbel·la amb peduncles ramificats, nombrosos i desiguals, la corol·la de les flors és formada per 5 pètals lliures, de color groc i amb l'extrem molt corbat. Fruit el·lipsoidal o ovo-el·lipsoidal.

## Espècies
Es reconeixen dues espècies dins d'aquest gènere:
- Anethum graveolens (L.) - anet
- Anethum theurkauffii (Maire)